# Sinfonia n. 3 (Rimskij-Korsakov)
La Sinfonia n. 3 in do maggiore, Op. 32 fu composta da Nikolaj Andreevič Rimskij-Korsakov tra il 1866 ed il 1873 e revisionata nel 1886.

## Storia della composizione
Rimskij-Korsakov si dedicò alla stesura della sua terza sinfonia tra il 1866 ed il 1873. L'opera venne eseguita per la prima volta a San Pietroburgo nel 1874 e, nonostante gli elogi di Cezar' Kjui, fu accolta dal pubblico in modo abbastanza tiepido. Il compositore stesso la riteneva debole in alcuni punti e nel 1886 la sottopose ad una revisione, dopo aver fatto la stessa cosa con la sua prima sinfonia. La terza sinfonia venne poi pubblicata nel 1888.